# Tamchén
Tamchén is een in 2014 door een Sloveens onderzoeksteam onder leiding van Ivan Šprajc ontdekte Mayavindplaats in het biosfeerreservaat Calakmul in de Mexicaanse deelstaat Campeche. De vindplaats bevindt zich nabij de plaats Xpujil.
De naam betekent in Mayataal "diepe put".